# Atlantic Rim : World's End
Série
Atlantic Rim: Résurrection
(2018)
Pour plus de détails, voir Fiche technique et Distribution.
Atlantic Rim : World's End (titre original Atlantic Rim) est un film de science-fiction américain réalisé par Jared Cohn, sorti en 2013 et produit par The Asylum. Ce film est un mockbuster du film Pacific Rim.

## Synopsis
Pour combattre des monstres géants sortis du fond de l'océan Atlantique, l'armée américaine a recours à un projet secret de robots géants pour protéger la côte Est des États-Unis. Cette mission est confiée, sous la direction de l'amiral Hadley, à un trio de têtes brulées (Red, Tracy et Jim) pilotant les robots.

## Fiche technique
- Titre : Atlantic Rim : World's End
- Titre original : Atlantic Rim
- Réalisation : Jared Cohn
- Scénario : Thunder Levin
- Sociétés de production : The Asylum
- Musique : Chris Pinkston
- Pays d'origine :  États-Unis
- Lieu de tournage :
  - Perdido Key, Floride
  - Pensacola, Floride
- Langue de tournage : anglais
- Format : couleurs
- Genre : science-fiction
- Durée : 85 minutes
- Dates de sortie :
  - États-Unis : 9 juillet 2013
  - France : 3 mars 2015

## Distribution
- Graham Greene : Amiral Hadley
- Anthony 'Treach' Criss  : Lieutenant Jim Rushing
- David Chokachi : Red
- Jackie Moore : Tracey
- Larry Gamell Jr. : Smith
- Shannon Williams : Dagger
- Nicole Alexandra Shipley : Stone
- Steven Marlow : Sheldon
- Jinhi Evans : Quinn
- Sara Bond : Jennifer
- Marquez Linder : MP
- Conner Bryan : Joey
- Nicole Dickson : Margaret
- Demetrius Stear : Lieutenant Wexler
- Jared Cohn : Spitfire